# تاوريرت انتفنى (آيت شيتاشن الجبل)
تاوريرت انتفنى هو دُوَّار يقع بجماعة تفني، إقليم أزيلال، جهة بني ملال خنيفرة في المملكة المغربية. ينتمي الدوّار لمشيخة آيت شيتاشن الجبل التي تضم 11 دوار. يقدر عدد سكانه بـ 50 نسمة حسب الإحصاء الرسمي للسكان والسكنى لسنة 2004.

## روابط خارجية
- البوابة الوطنية للجماعات الترابية نسخة محفوظة 12 مارس 2018 على موقع واي باك مشين.
- المندوبية السامية للتخطيط